# The Big Kahuna (película)
The Big Kahuna (titulada: La clave del éxito en Argentina y El pez gordo en España) es una película estadounidense de drama y comedia de 1999, dirigida por John Swanbeck, escrita por Roger Rueff, que la adaptó de su obra de teatro Hospitality Suite, los protagonistas son Kevin Spacey, Danny DeVito y Peter Facinelli, entre otros. El filme fue producido por Franchise Pictures y Trigger Street Productions; se estrenó el 17 de noviembre de 1999.

## Sinopsis
Tres vendedores de la industria del lubricante están en un hotel de Wichita. Ellos conversan sobre la vida, la religión y la ética mientras aguardan a que llegue el cliente, una persona muy adinerada, y así tratar de resolver sus problemas profesionales.